# 坎內爾堡 (印地安納州)
坎內爾堡（英語：Cannelburg）是一個位於美國印地安納州戴維斯縣的城鎮。

## 地理
坎內爾堡的座標為38°40′09″N 86°59′57″W / 38.66917°N 86.99917°W，而該地的平均海拔高度為160米（即525英尺）。

## 人口
根據2010年美國人口普查的數據，坎內爾堡的面積為0.51平方千米，當中陸地面積為0.51平方千米，而水域面積為0.00平方千米。當地共有人口135人，而人口密度為每平方千米265人。